# Chen Ying (Sportschützin)
Chen Ying (chinesisch 陳穎, Pinyin Chén Yǐng; * 4. November 1977 in Peking) ist eine ehemalige chinesische Sportschützin. Sie schoss in verschiedenen Pistolendisziplinen.

## Erfolge
Chen Ying nahm an vier Olympischen Spielen teil und trat dabei stets im Wettbewerb mit der Sportpistole über 25 m an. 2004 verpasste sie zunächst als Vierte einen Medaillengewinn, vier Jahre darauf wurde sie in Athen mit einem neuen Olympiarekord von 793,4 Punkten Olympiasiegerin. In London folgte 2012 der Gewinn der Silbermedaille, mit 791,4 Punkten blieb sie einen Punkt hinter der Siegerin Kim Jang-mi. Bei den Olympischen Spielen 2016 in Rio de Janeiro belegte sie den 30. Platz.
Bei Weltmeisterschaften gewann Chen sechs Medaillen: 2002 sicherte sie sich in Lahti jeweils Bronze mit der Sportpistole, der Kombinationspistole und mit der Luftpistolen-Mannschaft und wurde im Mannschaftswettbewerb mit der Kombinationspistole Weltmeisterin. 2006 in Zagreb gewann sie in diesen vier Disziplinen jeweils Gold. Auch bei Asienspielen war sie sehr erfolgreich. In Busan gewann sie 2002 mit der Sportpistole sowohl im Einzel als auch mit der Mannschaft Gold, während sie mit der Luftpistolen-Mannschaft Bronze errang. Chen wiederholte dieses Resultat in allen drei Disziplinen bei den Asienspielen 2006 in Doha. 2014 folgte der Gewinn der Silbermedaillen mit der Sportpistole im Einzel- und der Mannschaftskonkurrenz.